# Canyon Rainbow
Le canyon Rainbow (en anglais : Rainbow Canyon) est un canyon américain dans le comté d'Inyo, en Californie. Orienté d'ouest en est, il débouche sur la Panamint Valley. Bien qu'entièrement protégé au sein du parc national de la vallée de la Mort, il est régulièrement survolé par des avions de chasse de l'armée américaine à l'entraînement. On les observe depuis le Father Crowley Viewpoint, un point de vue panoramique aménagé le long de la California State Route 190 en surplomb de la gorge.